# Campionati europei di atletica leggera indoor 2011 - 1500 metri piani femminili
La gara si è svolta il 4 e il 5 marzo 2011.

## Podio
| #       | Atleta              | Nazionalità | Tempo   | Note |
| ------- | ------------------- | ----------- | ------- | ---- |
| Oro     | Elena Aržakova      | Russia      | 4'13"78 |      |
| Argento | Nuria Fernández     | Spagna      | 4'14"04 |      |
| Bronzo  | Ekaterina Martynova | Russia      | 4'14"16 |      |

## Record
Prima di questa competizione, il record del mondo (RM), il record europeo (EU) ed il record dei campionati (RC) sono i seguenti:
| Record                | Prestazione | Atleta                | Data                           | Competizione                                       |
| --------------------- | ----------- | --------------------- | ------------------------------ | -------------------------------------------------- |
| Record mondiale       | 3'58"28     | Elena Soboleva Russia | 18 febbraio 2006 Mosca, Russia |                                                    |
| Record europeo        | 3'58"28     | Elena Soboleva Russia | 18 febbraio 2006 Mosca, Russia |                                                    |
| Record dei campionati | 4'02"54     | Doina Melinte Romania | 3 marzo 1985 Pireo, Grecia     | Campionati europei di atletica leggera indoor 1985 |

## Risultati

### Primo turno
Le prime 2 di ogni batteria e i 3 migliori tempi si qualificano per la finale.

#### Batteria 1
| Pos. | Corsia | Nome                   | Nazione     | Tempo   | Note                          |
| ---- | ------ | ---------------------- | ----------- | ------- | ----------------------------- |
| 1    | 2      | Elena Aržakova         | Russia      | 4'10"29 | Q                             |
| 2    | 5      | Sylwia Ejdys           | Polonia     | 4'11"04 | Q                             |
| 3    | 4      | Stacey Smith           | Regno Unito | 4'11"95 |                               |
| 4    | 7      | Charlotte Schönbeck    | Svezia      | 4'11"96 |                               |
| 5    | 1      | Ingvill Måkestad Bovim | Norvegia    | 4'12"13 |                               |
| 6    | 6      | Ioana Doaga            | Romania     | 4'12"26 | Miglior prestazione personale |
| 7    | 3      | Natalija Tobias        | Ucraina     | 4'16"67 |                               |
| 8    | 8      | Dudu Karakaya          | Turchia     | 4'30"29 |                               |

#### Batteria 2
| Pos. | Corsia | Nome              | Nazione     | Tempo   | Note |
| ---- | ------ | ----------------- | ----------- | ------- | ---- |
| 1    | 4      | Renata Pliś       | Polonia     | 4'12"15 | Q    |
| 2    | 8      | Isabel Macías     | Spagna      | 4'13"26 | Q    |
| 3    | 2      | Fanjanteino Félix | Francia     | 4'13"31 |      |
| 4    | 6      | Elena Korobkina   | Russia      | 4'13"45 |      |
| 5    | 7      | Hannah England    | Regno Unito | 4'13"54 |      |
| 6    | 1      | Jennifer Wenth    | Austria     | 4'16"74 |      |
| 7    | 5      | Marina Muncan     | Serbia      | 4'18"09 |      |
| 8    | 3      | Natallja Kareiva  | Bielorussia | 4'22"30 |      |

#### Batteria 3
| Pos. | Corsia | Nome                | Nazione    | Tempo   | Note |
| ---- | ------ | ------------------- | ---------- | ------- | ---- |
| 1    | 6      | Ekaterina Martynova | Russia     | 4'09"93 | Q    |
| 2    | 7      | Nuria Fernández     | Spagna     | 4'10"07 | Q    |
| 3    | 2      | Lindsey De Grande   | Belgio     | 4'10"24 | q    |
| 4    | 5      | Sara Moreira        | Portogallo | 4'10"65 | q    |
| 5    | 1      | Anžela Ševčenko     | Ucraina    | 4'11"16 | q    |
| 6    | 4      | Sigrid Vanden Bempt | Belgio     | 4'12"05 |      |
| 7    | 3      | Ancuta Bobocel      | Romania    | 4'12"71 |      |

### Finale
| Pos. | Corsia | Nome                | Nazione    | Tempo   | Note |
| ---- | ------ | ------------------- | ---------- | ------- | ---- |
| 1    | 1      | Elena Aržakova      | Russia     | 4'13"78 |      |
| 2    | 2      | Nuria Fernández     | Spagna     | 4'14"04 |      |
| 3    | 6      | Ekaterina Martynova | Russia     | 4'14"16 |      |
| 4    | 3      | Renata Pliś         | Polonia    | 4'15"16 |      |
| 5    | 5      | Isabel Macías       | Spagna     | 4'15"76 |      |
| 6    | 4      | Lindsey De Grande   | Belgio     | 4'16"15 |      |
| 7    | 8      | Sara Moreira        | Portogallo | 4'16"67 |      |
| 8    | 9      | Anžela Ševčenko     | Ucraina    | 4'18"19 |      |
| 9    | 7      | Sylwia Ejdys        | Polonia    | 4'20"99 |      |